# Astragalus erivanensis
Astragalus erivanensis är en ärtväxtart som beskrevs av Joseph Friedrich Nicolaus Bornmüller och Jurij Nikolajevitj Voronov. Astragalus erivanensis ingår i släktet vedlar, och familjen ärtväxter. Inga underarter finns listade i Catalogue of Life.